# Galgenberg (Thiersheim)
Der Galgenberg bei Thiersheim ist eine unbewaldete 583 m ü. NHN hohe Anhöhe im östlichen Fichtelgebirge. Sein Gipfel liegt einen Kilometer nördlich vom Markt Thiersheim und 800 Meter westlich von dessen Ortsteil Neuenreuth im Landkreis Wunsiedel im Fichtelgebirge (Nordostbayern). Über den Berg verläuft der Wanderweg Saar-Schlesien-Weg und der Brückenradweg Bayern-Böhmen.

## Gerichtsstätte
Wie der Name verrät, stand auf der Anhöhe seit dem Mittelalter ein Galgen zur Vollstreckung von Urteilen. Archivarisch belegt sind folgende Hinrichtungen:
- 1430 Nickl Forster durch Enthaupten wegen Raubs
- 18. März 1581 Jobst Seydenschneider aus Pernwalt durch Rädern wegen 15fachen Raubmords
- 28. Februar 1772 Johann Lösch durch Erhängen wegen vieler Diebstähle
- 5. Februar 1790 Johann Mergenthal durch Erhängen wegen Postwagen-Räubereien

## Kleindenkmale
Auf dem Galgenberg stehen die Nachbildung einer Zollsäule und ein Gedenkstein an die ehemalige Hinrichtungsstätte. Auf dem Weg dorthin liegt das Arme-Sünder-Brünnlein.

## Altstraße
Über die Anhöhe verlief eine Straße, die von Regensburg und der Oberpfalz kam und über Selb und Asch (Aš) nach Sachsen führte. Beim Passieren der Zollsäule mussten die Handelsleute einen Straßenzoll an die Obrigkeit entrichten. Die Höhe der Gebühr richtete sich nach einer Tabelle auf dem danebenstehenden Zollstock.

## Topografische Karten
Fritsch Wanderkarte Nr. 52 Naturpark Fichtelgebirge und Naturpark Steinwald, Maßstab 1:50.000